# 평창 오대산사고등록
평창 오대산사고등록(平昌 五臺山史庫謄錄)은 강원특별자치도 평창군 진부면, 월정사에 있는 조선시대의 책이다. 2014년 3월 7일 강원특별자치도의 문화재자료 제159호로 지정되었다.

## 개요
오대산사고등록의 작성년도는 1840~1841년으로 추정할 수 있다. 작성연도의 추정근거는 기축년 삼월의 사고군청(史庫軍廳) 화재 때 등록과 완문이 모두 소실되었다는 기록과 10여년이 지난 경자년에 이를 다시 작성하였다는 오대산사고등록책의 본문내용을 통해서이다. 오대산사고등록 내용을 통하여 승군에 대한 급료, 사고금표(禁標)의 경계를 명확히 확인할 수 있다. 사고총섭과 주지와의 관계를 알 수 있는 내용도 들어있다. 사고총섭은 수호사찰의 주지가 담당하는 것으로 되어 있는데, 오대산사고등록에는 사고총섭과 주지가 별도의 인물로 나와 있다. 이는 월정사가 사고로부터 상당한 거리에 있었기 때문에 사고총섭을 월정사 주지가 아닌 오대산사고 바로 옆에 사고사를 설치하고 수직사 역할을 기능하였던 영감사주지가 담당한 것으로 추측된다.

## 지정 사유
오대산사고를 관리하는 전반적인 사항, 관리책임자와 관련자들의 명단, 사고지의 경계, 근무자들의 급료 등 19세기 중반 오대산사고의 관리에 대한 상세한 사정을 알 수 있는 문건으로 오대산사고와 관련한 희귀한 사료로서 중요한 가치를 지니고 있다.

## 참고 자료
- 평창 오대산사고등록 - 국가유산청 국가유산포털